# Marvin Fritz

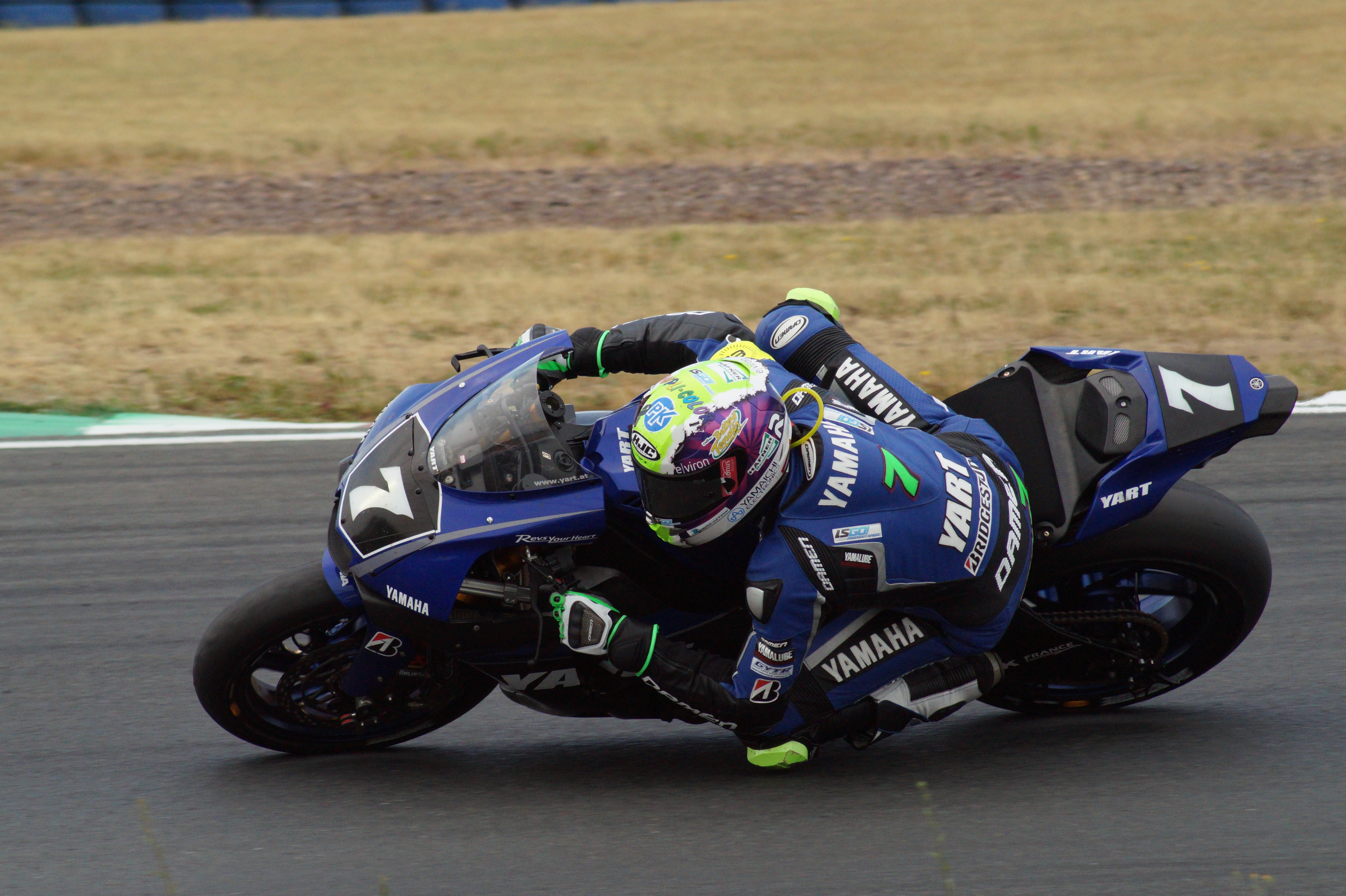
Marvin Fritz op de Motorsport Arena Oschersleben in 2018

Marvin Fritz (Mosbach, 20 april 1993) is een Duits motorcoureur.

## Carrière
Fritz maakte zijn motorsportdebuut op vierjarige leeftijd. Hij nam oorspronkelijk deel aan motorcrossraces en behaalde enkele overwinningen. In 2002 stapte hij over naar het wegracen en nam hij deel aan zijn eerste seizoen in de minibikes. In 2003 werd hij hier Duits kampioen in de junior-klasse. Na nog een jaar in de minibikes stapte hij in 2005 over naar de ADAC Junior Cup, waarin hij direct kampioen werd.
In 2006 debuteerde Fritz in de 125cc-klasse van het Duits kampioenschap wegrace (IDM) op een Honda en werd hij elfde in de eindstand. In de daaropvolgende seizoenen bleef hij in deze klasse rijden en werd hij onder anderen in 2009 tweede in het klassement. In 2008, 2010 en 2011 nam hij ook ieder jaar deel aan zijn thuisrace in de 125cc-klasse van het wereldkampioenschap wegrace. In zijn eerste jaar reed hij op een Seel, terwijl hij in de overige races op een Honda reed. Daarnaast reed hij in 2009 in de TT van Assen, waarin hij met een veertiende plaats zijn enige WK-punten scoorde.
In 2012 reed Fritz een jaar in het Europese Superstock 600-kampioenschap. In 2013 keerde hij terug in het IDM, waarin hij in 2014 op een Yamaha kampioen werd in de Supersport-klasse. Het daaropvolgende jaar kwam hij binnen het Duits kampioenschap uit in de Superstock 1000-klasse. In 2016 stapte hij over naar het Duits kampioenschap superbike. Op een Yamaha werd hij in zijn eerste seizoen gekroond tot kampioen in de klasse. Dat seizoen kwam hij ook voor het eerst uit in het FIM Endurance World Championship (EWC) voor het fabrieksteam van Yamaha, waar hij tweemaal een race op de Slovakiaring wist te winnen en zijn team, die verder uit Broc Parkes, Kohta Nozane, Josh Hayes en Sheridan Morais bestond, derde werd in de eindstand.
In 2017 kwam Fritz uit in de FIM Superstock 1000 Cup op een Yamaha. Twee tiende plaatsen op het Motorland Aragón en de Lausitzring waren zijn beste resultaten, en hij werd met 23 punten vijftiende in het kampioenschap. In het seizoen 2019-2020 won het team van Fritz een race in het EWC op het Sepang International Circuit en werden zij tweede in het klassement. In 2021 debuteerde hij in het wereldkampioenschap superbike op een Yamaha tijdens de raceweekenden op Most en Jerez. Een tiende plaats in de eerste race op Most zorgde voor zijn enige puntenfinish in het kampioenschap.